# 円山公園 (志摩市)
円山公園（まるやまこうえん）は、三重県志摩市阿児町神明にある公園。真珠とゆかりの深い賢島にあり、園内には養殖真珠の発明者を讃える碑とアコヤガイ（真珠貝）を供養する塔がある。2017年（平成29年）6月に登録された「みなとオアシス志摩」を構成する施設の1つである。

## 概説
近鉄志摩線賢島駅の南口から賢島港遊覧船・定期船乗り場へ向かい、途中で右折して小道を上っていくと公園に達する。この間、徒歩5分（約300 m）程度である。園内散策の目安時間は10分ほどである。
公園の面積は約10,000 m2で、遊具はなく、公園というよりも「広場」である。元は近畿日本鉄道の所有地であり、2003年（平成15年）12月に当時の阿児町が約2160万円で取得した。（公園自体は公有化される前から存在した。）園内にあるのは、真円真珠発明者頌徳碑や真珠貝供養塔であり、四等三角点も設置されている。この三角点は、2016年（平成28年）の第42回先進国首脳会議（伊勢志摩サミット）が賢島で開催された際に、ドローンの飛行禁止区域を規定する中心点となった。
賢島港を見下ろす園内からは英虞湾が見え、横山島や多徳島が確認できる。円山公園の標高は18 mで、周囲では唯一、津波想定浸水域に含まれていない。
英虞湾を見渡す高台にあり、船乗り場に近接しているが、訪問者はまばらである。そこで2003年（平成15年）に、賢島の商店経営者らが円山公園を観光資源とすべく、ワークショップを開催し、都市計画家の後藤春彦が協力した。2007年（平成19年）には真円真珠発明100周年を記念して、円山公園の整備と頌徳碑の移設が行われ、2010年（平成22年）にも社会資本総合整備計画の一環で園内の整備が行われている。2017年（平成29年）6月には浜島港と賢島港で「みなとオアシス志摩」が中部地方整備局に登録され、円山公園は賢島港側の構成施設の1つとなった。なお、みなとオアシス志摩の中核施設は、浜島港側にある志摩市浜島磯体験施設「海ほおずき」である。

## 真円真珠発明者頌徳碑

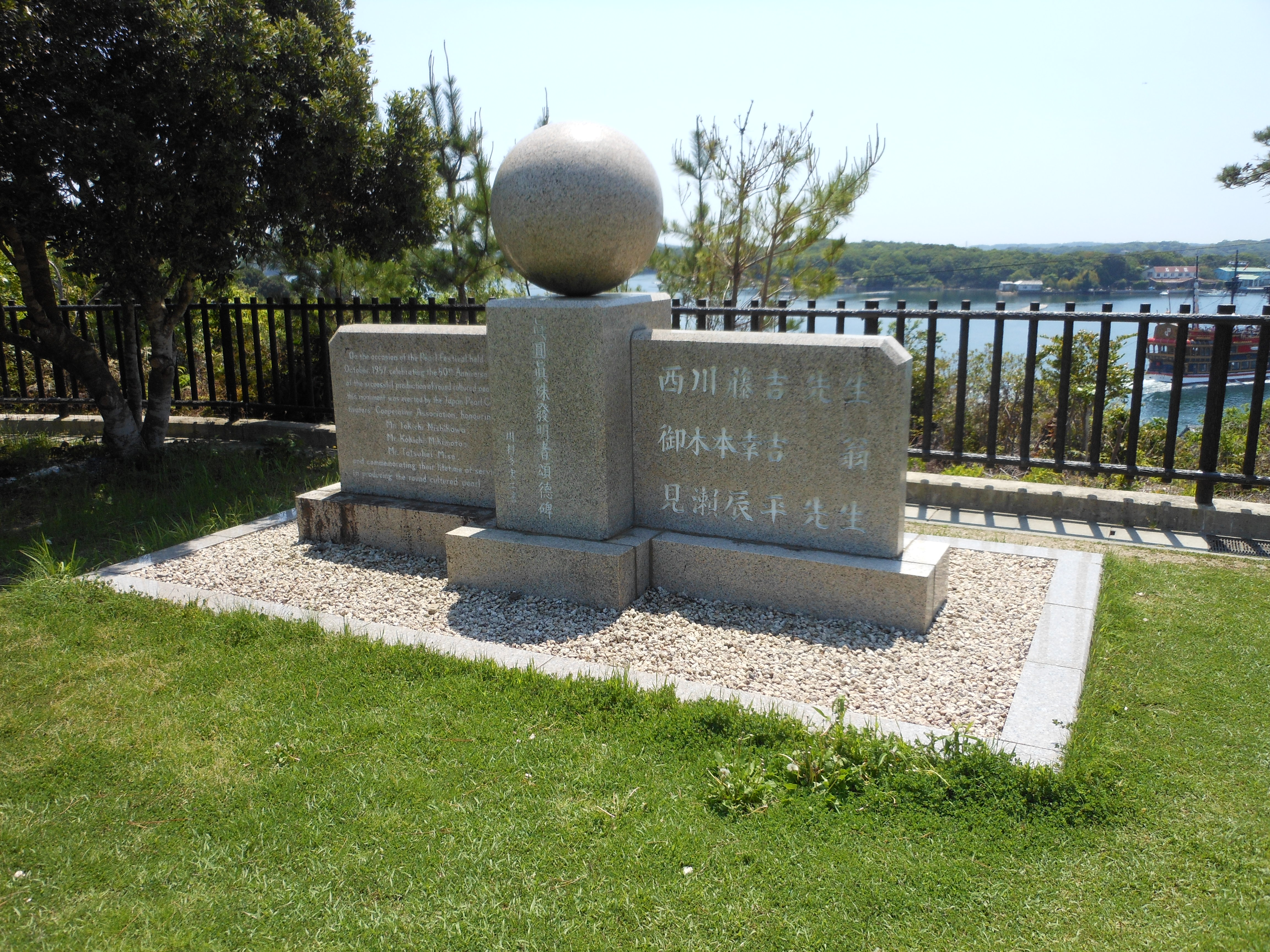
真円真珠発明者頌徳碑（川村多実二筆）

真円真珠発明者頌徳碑（しんえんしんじゅ はつめいしゃ しょうとくひ）は、半円真珠の養殖に成功した御木本幸吉と、真円真珠の養殖法を発明した見瀬辰平と西川藤吉（御木本の娘婿）の名を刻んだ記念碑である。1960年（昭和35年）に建立され、2007年（平成19年）に円山公園へ移された。碑面は「眞圓眞珠發明者頌德碑」と旧字体で書かれ、中央に真珠をイメージした大理石の球体が取り付けられている。
元は賢島にあった国立真珠研究所（現・増養殖研究所）の玄関前にあったが、1979年（昭和54年）に研究所が閉鎖したため、長沢運動公園（農業者トレーニングセンター）へ移設、さらに真円真珠発明100周年を記念して、2007年（平成19年）に円山公園へ移設された。移設を巡り、志摩市議会では議員から碑の球体が真珠であることを分かりやすくするために碑を加工してはどうかという意見が出されたが、市長は「参考にする」と答弁するにとどめ、加工せずにそのままの姿で移設された。また移設と同時にサクラの記念植樹も行われた。

## 真珠貝供養塔

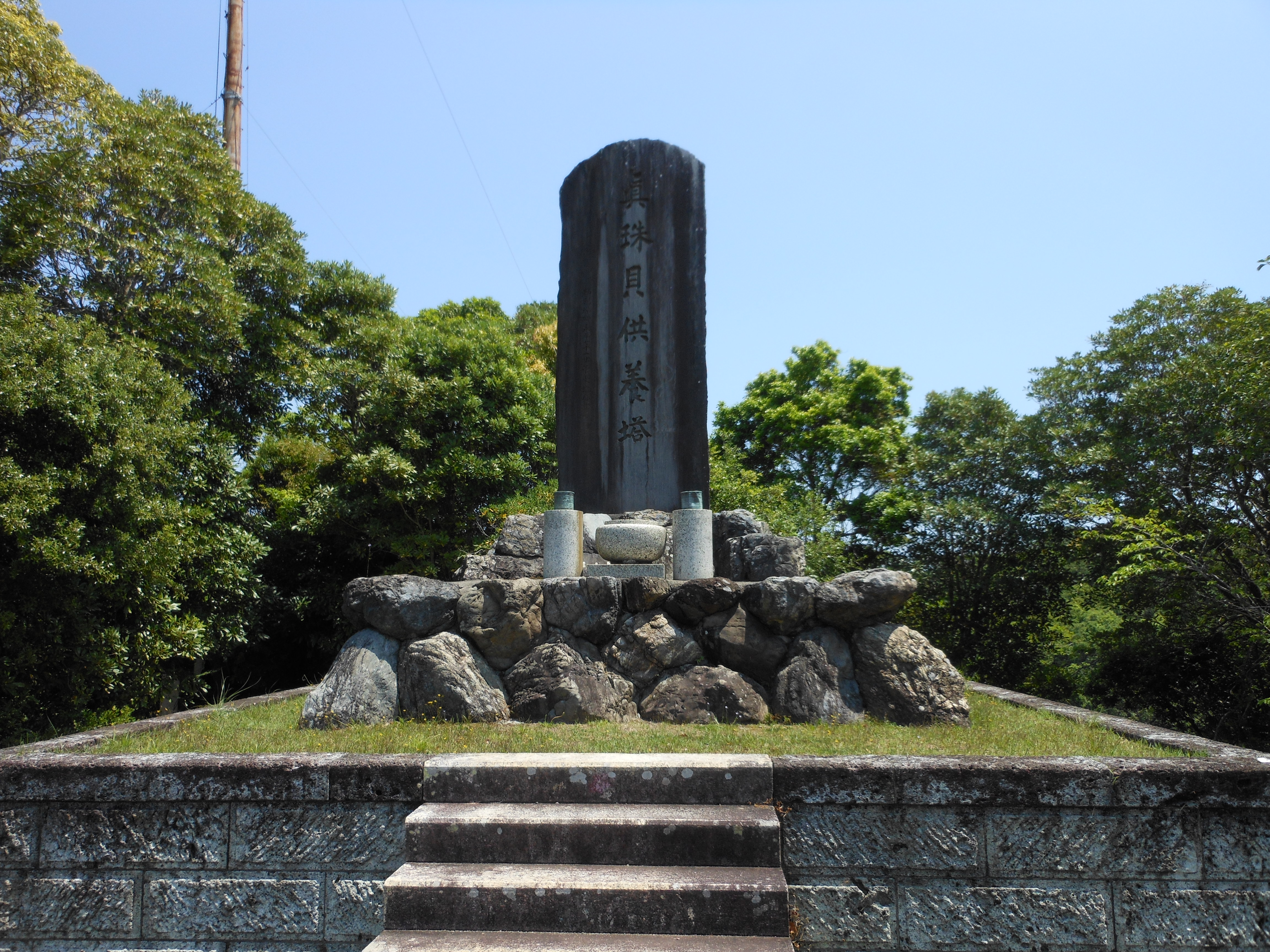
真珠貝供養塔

真珠貝供養塔（しんじゅがい くようとう）は、真円真珠の発明50周年を記念して、1957年（昭和32年）10月に全国真珠養殖漁業協同組合が円山公園に建立したものである。アコヤガイ（真珠貝）から真珠を採取するとアコヤガイは死んでしまうため、真珠採取の犠牲となる母貝を供養するために建てられた。
毎年10月22日に塔の前でアコヤガイの供養が営まれる。同日の供養は真珠祭の一部として開催され、神明真珠養殖漁業協同組合を中心とした真珠祭実行委員会が主催する。祭典委員長の挨拶の後、志摩市長らが弔詞を読み上げ、僧侶による読経に続いて参列者が焼香する。参列者は地元の志摩市の関係者だけでなく、長崎県や愛媛県などの真珠生産者や、東京・大阪・神戸などの真珠販売業者もいる。このため、真珠業界関係者にとって情報交換の場となる。雨天時は賢島宝生苑に会場が変更される。

## 真珠祭

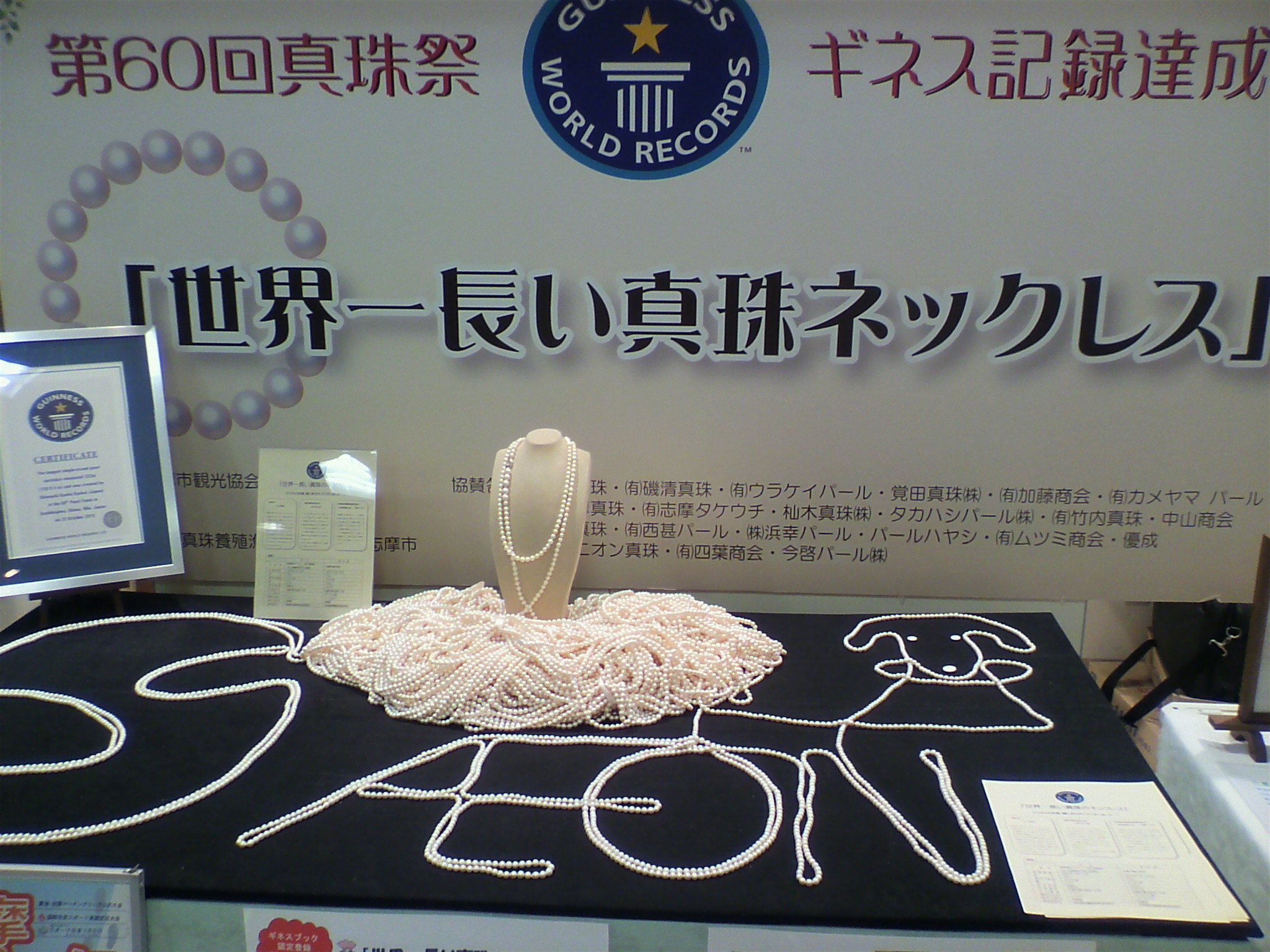
世界一長い真珠のネックレス
（イオン阿児店で展示されたもの。）

真珠祭（しんじゅまつり）は毎年10月22日に賢島で開催されるイベントで、1951年（昭和26年）に始まり、2019年（令和元年）に69回目を迎えた。アコヤガイを供養するとともに、真珠業界の発展を願う催事である。22日に行われるのは、十の位の2を反転して一の位の2と並べると、アコヤガイの形に似ているからである。
祭りではまず円山公園の真珠貝供養塔の前でアコヤガイの法要（上述）を行い、次に賢島港へ移動して真珠貝と真珠玉を放生し、地元の幼稚園児らが踊りを披露する。このほか志摩マリンランドでの真珠製品付きの餅まき、「あこや汁」の振る舞いなどがある。第68回（2018年）には、ミス伊勢志摩らが真珠母貝約100個と真珠玉約6万個を海に放流した。雨天の場合は、真珠貝供養と放生が賢島宝生苑、餅まきが神明公民館へ移され、放生は海ではなく、会場に用意された木桶に入れる形となる。
第60回（2010年）の真珠祭では、世界一長い真珠のネックレス作りに挑戦し、222 mを達成してギネス世界記録に認定された。この回は20万個の真珠を海に放生し、50隻の船が海上パレードを行った。